# Займище (Талалаевский район)
Займище (укр. Займище) — село в Талалаевском районе Черниговской области Украины. Население — 150 человек. Занимает площадь 0,582 км².
Код КОАТУУ: 7425384502. Почтовый индекс: 17231. Телефонный код: +380 4634.

## Власть
Орган местного самоуправления — Украинский сельский совет. Почтовый адрес: 17230, Черниговская обл., Талалаевский р-н, с. Украинское, ул. Независимости, 1.